# Villar del Ala
Villar del Ala è un comune spagnolo di 50 abitanti situato nella comunità autonoma di Castiglia e León.
Il comune comprende la località disabitata di Azapiedra.